# Regina Hilber
Regina Hilber (geboren 13. Januar 1970 in Hausleiten) ist eine österreichische Schriftstellerin.

## Leben
Regina Hilber lebte lange in Zirl, seit 2006 lebt sie in Wien. Nach langen Arbeitsaufenthalten in den USA und Italien entstehen erste Publikationen. Neben den Einzelpublikationen sind Beiträge von Regina Hilber in zahlreichen Anthologien und Literaturzeitschriften erschienen. Ihre lyrischen Zyklen und Prosaarbeiten wurden vielfach ausgezeichnet und in mehrere Sprachen übersetzt. Neben den lyrischen Arbeiten erscheinen zahlreiche Essays und Prosastücke. Sie ist auch als Publizistin und Herausgeberin tätig. Selbst arbeitete sie bei der Zeitschrift Cognac & Biskotten mit.
„Ihre schriftstellerische Arbeit ist geprägt vom Unterwegssein, stets mit dem Fokus auf politische und gesellschaftskritische Themen. Sowohl in ihren Essays als auch in ihren Gedichtzyklen wird die jeweilige Region/Landschaft neu verortet und mit aktuellen gesellschaftspolitischen und historischen Bezügen verknüpft. Es entstehen Aufzeichnungen und zugleich Archivierungen unterschiedlichster Koordinaten, die das lyrische Ich am jeweiligen Standort aufsammelt. Daraus ergibt sich nicht nur geographisch, sondern auch inhaltlich jeweils eine neue Landvermessung.“
Sie ist Mitglied der IG Autorinnen Autoren und der GAV. Sie wurde als eine von 55 Teilnehmerinnen an dem europäischen Lyrikprojekt Versopolis ausgewählt.
Gemeinsam mit Thomas Ballhausen kuratierte Regina Hilber die Lesereihe zeichensetzung. zeilensprünge im Literaturhaus Wien, in der junge Literatur aus Österreich vorgestellt wird. An der gleichnamigen Anthologie, die 2009 im Luftschacht Verlag erschien, war sie ebenfalls als Herausgeberin und Autorin beteiligt. Sie war mehrmals Jurorin des Feldkircher Lyrikpreises. 2017 war Regina Hilber die 25. Burgschreiberin in Beeskow; 2021 war sie Stadtschreiberin in Steyr. Seit 2017 veranstaltet sie das sog. „Literaturhaus-Sofa“ im Literaturhaus Wien. Über Dramaturgien des Alltags in Literatur, Gesellschaft, Philosophie und Film reflektiert Regina Hilber seit 2019 in ihrem Weblog-Magazin DIE LAVOIR [di: la’vu:ɐ].

## Auszeichnungen (Auswahl)
- 2006: Staatsstipendium für Literatur
- 2008: Holfeld-Tunzer-Preis
- 2009: Anerkennungspreis für Literatur
- 2009: Feldkircher Lyrikpreis
- 2011: Wiener Autorenstipendium
- 2013: Forum-Land-Literaturpreis
- 2016: Projektstipendium für Literatur

## Werke
- Am Rande.Zwischenaufnahmen aus der Mitte Europas. Verlag Theodor Kramer Gesellschaft, 2024, ISBN 978-3-903522-19-0.
- Super Songs Delight. Edition Fabrik Transit, 2022, ISBN 978-3-903267-32-9.
- Palas. Edition Art Science, 2018, ISBN 978-3-902864-85-7.
- Überschreibungen von Wald bis Wien. Edition CH, Wien 2017, ISBN 978-3-901015-69-4.
- Landaufnahmen. Limbus Verlag, Innsbruck 2016, ISBN 978-3-99039-076-4.
- Schanker – Ein Bericht aus Wien, Gedichte und Zeichnungen. Literaturedition Niederösterreich, St. Pölten 2014, ISBN 978-3-902717-24-5.
- Im Schwarz blühen die schönsten Farben. Edition Thurnhof, Horn 2010, ISBN 978-3-900678-11-1.
- Ich spreche Bilder / Schneebälle für Sibirien. TAK-Verlag, Innsbruck 2005, ISBN 978-3-900888-42-8.

### Herausgeberschaften
- Welten wider Willen. Edition Fabrik Transit, 2024, ISBN 978-3-903267-71-8
- Zweigestalt – Wege und Umwege in Dualismen und Verdoppelungen. Edition Art Science, 2020, ISBN 978-3-903335-04-2
- Armenische Lyrik der Gegenwart – Von Jerewan nach Tsaghkadzor. Zweisprachige Anthologie. Edition Art Science, St. Wolfgang 2018, ISBN 978-3-902864-76-5.
- Von Schriftstellern, Troubadixen und Heiligen Löchern. Edition Art Science, St. Wolfgang 2016, ISBN 978-3-902864-58-1.
- Zeichensetzung.Zeilensprünge. Luftschacht Verlag, Wien 2009, ISBN 978-3-902373-48-9.